# Italo Astolfi
Pour les articles homonymes, voir Astolfi.
Italo Astolfi, né le 31 décembre 1917 à Zibido San Giacomo et mort le 7 avril 2004 à Croglio en Suisse, un coureur cycliste sur piste italien .

## Biographie
Son père est marchand de bestiaux et possède des boucheries à Milan, sa mère est institutrice. Il a 3 sœurs et 2 frères. Son frère aîné Ferruccio, est également coureur cycliste. En 1935, il termine 45e de Milan-San Remo.
Italo Astolfi  est sélectionné pour les championnats du monde 1937 avec Benedetto Pola et Bruno Loatti qui sont les meilleurs sprinteurs italien de l'époque. En juillet 1938, il bat Jef Scherens à Vincennes. Paola, Loatti et lui sont entrainés par Francesco Verri,.
Fin 1938, début 1939, il vient à Paris et remporte 5 victoires sur 5 courses dont le Grand Prix de l'UCI. Il gagne le Grand Prix de Copenhague de vitesse amateurs et, en aout, termine deuxième des championnats du monde de vitesse amateur à Milan, derrière le néerlandais Jan Derksen, et devant l'allemand Gerhard Purann, un jour avant que la Seconde Guerre mondiale n'éclate.
Il passe professionnel en 1940, et remporte le Grand Prix de l'U.V.I., la fédération italienne de cyclisme de l'époque; le Grand Prix de Turin, l'une des plus anciennes compétitions de cyclisme sur piste, en 1950.
Entre 1941 et 1950, il remporte sept fois le titre de champion d'Italie de vitesse..

## Palmarès

### Championnats du monde
- Milan 1939
  -  Médaillé d'argent de la vitesse amateur

### Championnats nationaux
- Champion d'Italie de vitesse en 1941, 1942, 1946[12], 1947[13], 1948[14], 1949 et 1950[15].

### Grand Prix
- Grand Prix de l'UCI (amateur) : 1939[16]
- Grand Prix de Copenhague (amateur) : 1939
- Grand Prix de l'U.V.I. : 1940
- Grand Prix de Florence : 1942[17]
- Prix de Pâques : 1946
- Grand Prix de Turin : 1950